# Aneflomorpha giesberti
Aneflomorpha giesberti är en skalbaggsart som beskrevs av Chemsak och Linsley 1975. Aneflomorpha giesberti ingår i släktet Aneflomorpha och familjen långhorningar.
Artens utbredningsområde är Honduras. Inga underarter finns listade i Catalogue of Life.